# Majano
Majano is een gemeente in de Italiaanse provincie Udine (regio Friuli-Venezia Giulia) en telt 6025 inwoners (31-12-2004). De oppervlakte bedraagt 28,1 km², de bevolkingsdichtheid is 210 inwoners per km².
De volgende frazioni maken deel uit van de gemeente: Casasola, Comerzo, Farla, Pers, S. Eliseo, S. Salvatore, S. Tomaso, Susans, Tiveriacco.

## Demografie
Majano telt ongeveer 2487 huishoudens. Het aantal inwoners steeg in de periode 1991-2001 met 0,7% volgens cijfers uit de tienjaarlijkse volkstellingen van ISTAT.
| Jaar | Inwoneraantal |
| ---- | ------------- |
| 1991 | 5835          |
| 2001 | 5877          |

## Geografie
De gemeente ligt op ongeveer 170 m boven zeeniveau.
Majano grenst aan de volgende gemeenten: Buja, Colloredo di Monte Albano, Forgaria nel Friuli, Osoppo, Rive d'Arcano, San Daniele del Friuli.